# Calau trompeter
El calau trompeter (Bycanistes bucinator) és una espècie d'ocell de la família dels buceròtids (Bucerotidae) que habita la selva humida, boscos i sabanes de l'Àfrica Meridional, des del nord d'Angola, cap a l'est, a través de sud i sud-est de la República Democràtica del Congo, Burundi, sud de Kenya i Tanzània, a través de Zàmbia, Malawi, Moçambic, nord-est de Zimbàbue, nord-est de Namíbia i nord de Botswana fins a l'est de Sud-àfrica.